# Maxie (série télévisée d'animation)
Maxie (Maxie's World) est une série télévisée d'animation américaine en 32 épisodes de 11 minutes créée par Phil Harnage, produite par DIC Entertainment et Hasbro, et diffusée entre le 14 septembre 1987 et le 25 octobre 1987 en syndication.
En France, elle fut diffusée à partir du 19 mars 1990 dans l’émission jeunesse Youpi ! L'école est finie sur La Cinq, puis en 1993 dans l’émission M6 Kid de la chaine M6.

## Synopsis
Maxie, jeune femme blonde, mène une double vie. Le jour, elle est une simple étudiante, mais lorsque la nuit tombe, elle devient une reporter afin de résoudre plusieurs mystères.

## Distribution

### Voix originales
- Loretta Jafelice (en) : Maxie
- Simon Reynolds : Rob
- Geoff Kahnert : Mushroom
- Yannick Bisson : Ferdie
- Suzanne Coy : Simone
- Susan Roman : Ashley
- Tara Strong : Carly Cooper
- John Stocker : Mr. Garcia
- Nadine Rabinovitch : Jeri Jeffries

### Voix françaises
- Virginie Ledieu : Maxie
- Eric Legrand : Rob
- Virginie Méry : Simona
- Stéphanie Murat : Carly
- Lionel Tua : Ferdie, Pitt
- Evelyne Grandjean : la conseillère d'orientation
- Régis Lang et Marc François : voix additionnelles

- Version française

- - Société de Doublage : SOFI
  - Adaptation : Jean-Ynes Jaudeau

## Épisodes
1- Rendez-vous manqués / La poursuite
2- Une sortie peu glorieuse / Le film d'horreur
3- La croisière hantée / Un ouragan de rêve
4- Le détective amateur / D'une "pierre" deux coups
5- Le voyage dans le temps / Zéro pour les héros
6- Les deux font l'impair / OVNI soit mal y pense
7- Tous en rythme / Tous en rythme
8- Ferdie fait cavalier seul / Roby fait fort
9- Graffitis / La manière forte
10- Bien mal acquis / Un avenir radieux
11- Un bon copain / La photo impossible
12- Faux semblants / Cher journal
13- Pirouettes et pas de deux / Changements de régimes
14- Une chose en commun ! / Poulet chasseur
15- Cher Hunk / Superstition
16- Ashley au pays des cendriers / Remous dans les vagues

## Générique
La version française du générique est écrite et composée par Haim Saban et Shuki Levy et interprétée par Naiké Fauveau,,,.

## Crossover avecBécébégé
Le 24e épisode de la série intitulé Beach Blankett Battle, est un crossover avec la série d’animation à succès Bécébégé (Beverly Hills Teens).

## Sorties DVD
Le 6 octobre 2015, Mill Creek Entertainment commercialise la série en DVD en region 1.
Cependant, la série n’est toujours pas disponible en région 2 et en version française.

## Produits dérivés
Tout comme ses franchises stars à l’image de : GI Joe, My Little Pony, Transformers ou encore Jem et les Hologrammes, Hasbro lance une gamme de produits dérivés à l’effégie de la série télévisée. Ainsi naitront une gamme de poupées mannequin, des jeux de plage, des poupées en papier, des livres coloriages, le disque du générique, ainsi qu’une gamme de boite à manger,.

## Anecdotes
La série peut faire référence à Jem et les Hologrammes, autre série d'Hasbro, de par son idée de base : une jeune femme qui mène une double vie. Jem est une lycéenne qui devient popstar la nuit, tandis que Maxie elle, est une étudiante qui résout des mystères sur son émission de télé.